# Victrix illustris
Victrix illustris är en fjärilsart som beskrevs av Charles Boursin 1969. Victrix illustris ingår i släktet Victrix och familjen nattflyn. Inga underarter finns listade i Catalogue of Life.